# La Dernière Heure

Huidige logo van La Dernière Heure

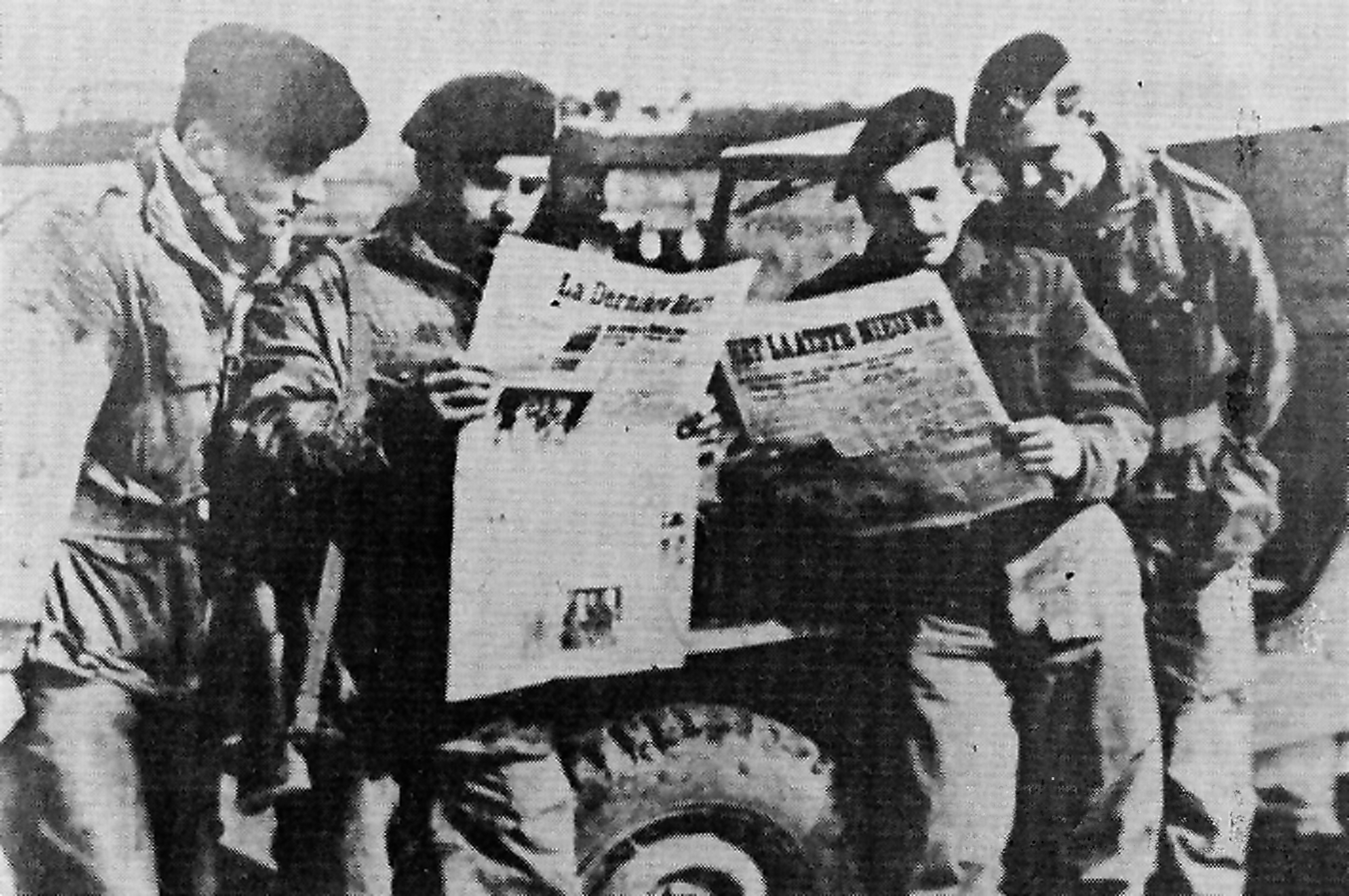
Twee soldaten (links) lezen La Dernière Heure tijdens de Koreaanse Oorlog.

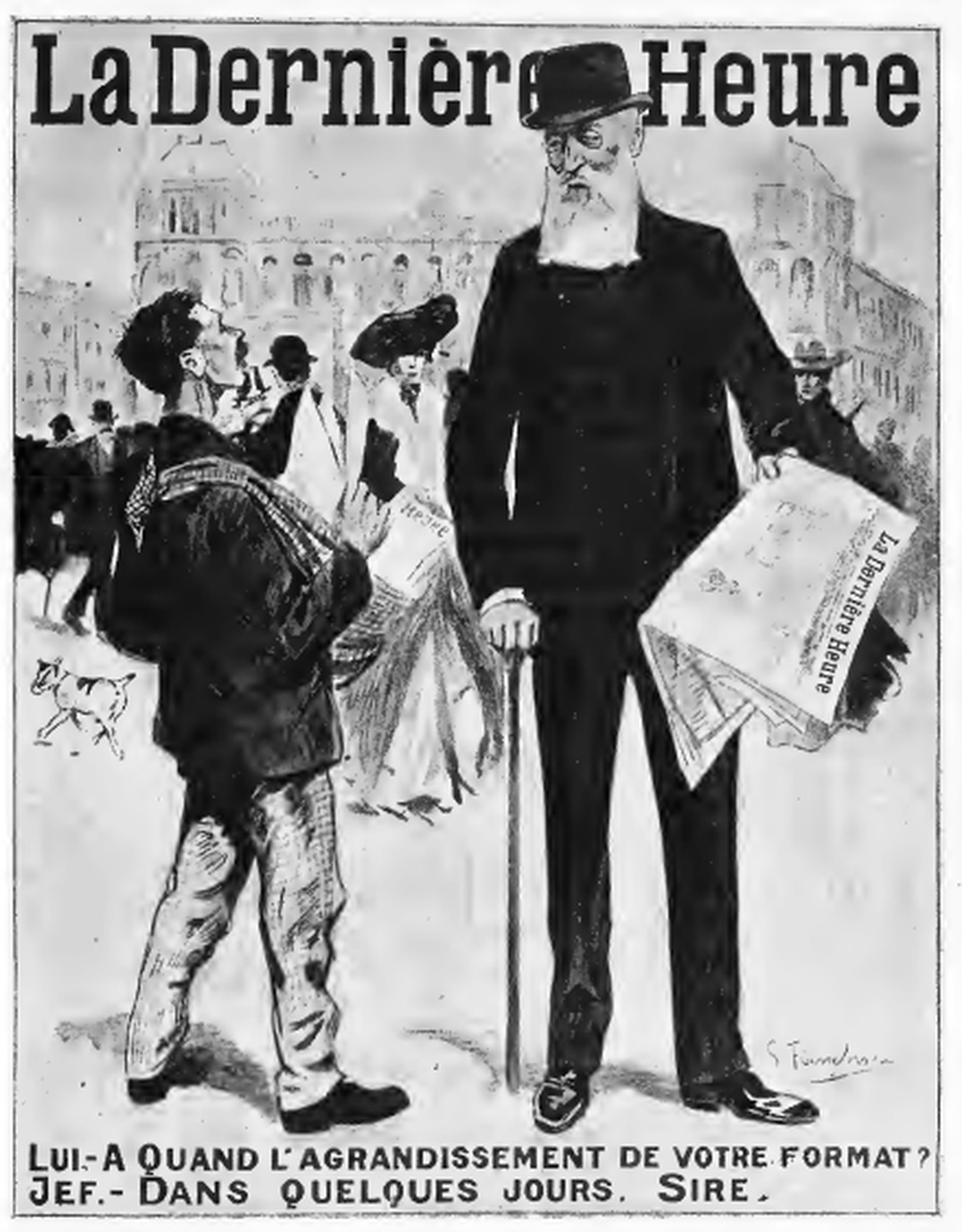
Reclameaffiche met Koning Leopold II der Belgen door ontwerper E. Flasschoen ter aankondiging van de uitbreiding van de krant La Dernier Heure.

La Dernière Heure, letterlijk "het laatste uur", is een van de vooraanstaande Belgische Franstalige dagbladen. De volledige naam is La Dernière Heure/Les Sports, de krant profileert zich immers ook sterk met zijn sportpagina's. Gekend is de krant ook onder de afgekorte naam la "DH", afkorting die als logo prominent aanwezig is op de frontpagina.
Het verschijnt zeven dagen per week en wordt uitgebracht in tabloidformaat in 7 edities:
- Namen - Luxemburg
- Luik
- Doornik - Aat - Moeskroen
- Namen
- Charleroi
- Brabant
- Brussel

## Oplage en verkoop
Over de periode 2007 - 2015 is de verkoop van de krant (print en digitaal) met bijna de helft teruggevallen (-46%), daarmee is La Dernière Heure/Les Sports de grootste verliezer van de Franstalige krantenmarkt in België die in dezelfde periode een terugval van 25% kende.
| Naam               | 2007    | 2008    | 2009   | 2010   | 2011   | 2012   | 2013   | 2014   | 2015   |
| ------------------ | ------- | ------- | ------ | ------ | ------ | ------ | ------ | ------ | ------ |
| Oplage - Print     | 107.583 | 106.375 | 87.052 | 91.147 | 87.676 | 83.165 | 70.730 | 65.469 | 59.186 |
| Verkoop - Print    | 80.008  | 75.584  | 63.269 | 63.095 | 59.268 | 55.319 | 50.195 | 45.821 | 41.551 |
| Verkoop - Digitaal | 268     | 194     | 197    | 185    | 201    | 529    | 1.203  | 1.853  | 1.962  |
| Verkoop - Totaal   | 80.276  | 75.778  | 63.466 | 63.280 | 59.469 | 55.848 | 51.398 | 47.674 | 43.513 |

Bron: CIM